# بينغ شيو وون
بينغ شيو وون (بالصينية: 彭修文) (1931-1996) هو قائد جوقة وملحن صيني في مدينة وو هان بمقاطعة هو بي، وهو أستاذ ممتاز في الموسيقى الشعبية الصينية وكان قائد الجوقة الأول لفرقة الموسيقى بالإذاعة الشعبية الصينية، وأحد مؤسسي الأوركسترا الوترية والنفخية بالإذاعة الشعبية المركزية الصينية. درس بينغ شيو وون منذ صغره العزف على آلة الأرهو وآلة بي با وغيرهما من الآلات الموسيقية الشعبية الصينية. وتخرج عام 1949 من مدرسة التجارة، وعمل في إذاعة تشونغ تشينغ الشعبية عام 1950.